# Nanismo insular

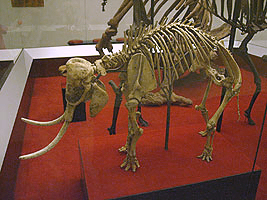
O esqueleto de um elefante-pigmeu de Creta.

Nanismo insular é um processo evolutivo de redução de tamanho de animais de grandes proporções, normalmente mamíferos, quando estão limitados a um habitat pequeno, como ilhas.
Apesar do nome, o nanismo insular não se limita a ilhas, mas a qualquer habitat que condicione o crescimento dos animais. Cavernas, oásis e vales isolados são outros exemplos
Existem bastantes exemplos deste fenómeno na história natural, incluindo dinossauros, como o Europassauro, e animais modernos como elefantes e seres humanos.

## Possíveis causas
Animais de grandes dimensões precisam de muito alimento. Quando se encontram "encurralado" num habitat com espaço limitado tendem a esgotar os recursos disponíveis rapidamente. Através da selecção natural, os animais que precisarem de menos alimento são os mais aptos à sobrevivência, o que vai reduzir o tamanho da população ao longo das gerações, irá também mudar todo comportamento do animal isolado, o que fara variar toda sua genética.

## Exemplos

### Extintos
- O mamute-pigmeu (Mammuthus exilis), que vivia na ilha pré-histórica de Santa Rosa, nas actuais Ilhas Canal ao largo da Califórnia.
- O Mammuthus primigenius vrangeliensis, que habitava a Ilha de Wrangel na Sibéria.
- Várias espécies de elefante-pigmeu que habitavam ilhas do Mediterraneo; Creta, Malta, Chipre e Sicilia.
- Uma contestada espécie de hominídeo, o Homo floresiensis, habitante da Ilha de Flores na Indonésia.
- Vários dinossauros, como o Europassauro, o Magyarosaurus, o Telmatosaurus e o Struthiosaurus, entre outros.
- O lobo-de-honshu, já extinto, que habitava em zonas montanhosas da ilha japonesa de Honshu.
- O tigre-de-bali, da Ilha de Bali, na Indonésia.
- A cabra-das-cavernas (Myotragus balearicus), que habitava as ilhas espanholas Maiorca e Minorca
- O Nesogoral melonii, uma cabra que habitava a Sardenha.
- Várias espécies pre-históricas de hipopótamos que habitavam ilhas do Mediterrâneo e Madagáscar.
- Várias espécies de cervídeos como o Candiacervus ropalophorus de Creta, o Cervus astylodon de Ryukyu, e o Hoplitomeryx do Gargano.

### Actuais
- O sambar-filipino, o búfalo-asiático e o anoa (subgénero com duas espécies: Bubalus quarlesi e Bubalus depressicornis) nas Filipinas.
- A raposa-das-ilhas, nas Ilhas Canal ao largo da Califórnia.
- A raposa-de-cozumel e o guaxinim-pigmeu da ilha de Cozumel, no México.
- A saracurinha-da-inacessível da Ilha Inacessível, no arquipélago de Tristão da Cunha.
- A sanã-de-laysan do Laysan, no Havaí.